# Jynx Maze
Victoria Elson, más conocida como Jynx Maze (Long Beach, California; 6 de octubre de 1990), es una actriz pornográfica peruana-estadounidense. Entró en la industria a principios de 2010 a la edad de 19 años.
Antes de entrar en el cine pornográfico trabajó como estríper. Decidió entrar en este después de conocer personas relacionadas con la industria. Ella misma afirma que empezó a interesarse por la pornografía cuando tenía 16 años. Su primera escena hardcore fue con John Strong para la web Public Disgrace, de la productora Kink.com.
En 2011 estuvo nominada en el premio XBIZ en la categoría de "Mejor actriz revelación del año". Al año siguiente fue nominada en cinco categorías en los premios AVN, entre ellas en la de "Mejor actriz revelación".

## Premios
- 2010: CAVR Award – Starlet of Year — nominada[7]
- 2011: XBIZ Award – New Starlet of the Year — finalista[4]
- 2012: AVN Award – Best Anal Sex Scene – Slutty & Sluttier 13 — nominada[8]
- 2012: AVN Award – Best Double-Penetration Scene – Anal Fanatic 2 — nominada[8]
- 2012: AVN Award – Best New Starlet — nominada[8]
- 2012: AVN Award – Best Tease Performance – Big We — nominada[8]